# Monts d'Arrée Communauté
Monts d'Arrée Communauté est une communauté de communes française, créée au 1er janvier 2017 et située dans le département du Finistère, en région Bretagne.

## Histoire
La communauté de communes est créée au 1er janvier 2017 par arrêté préfectoral du 26 octobre 2016. Elle est formée par fusion de la communauté de communes des Monts d'Arrée et de la communauté de communes du Yeun Elez.
La création de la commune nouvelle de Poullaouen au 1er janvier 2019 entraine le retrait de l'ancienne commune de Locmaria-Berrien de Monts d'Arrée Communauté.

## Administration
| Période      | Période      | Identité                | Étiquette | Qualité                        |
| ------------ | ------------ | ----------------------- | --------- | ------------------------------ |
| janvier 2017 | juillet 2020 | Éric Prigent            | DVG       | Maire de Botmeur (2014 → )     |
| juillet 2020 | En cours     | Jean-François Dumonteil | SE        | Maire de La Feuillée (2020 → ) |

## Territoire communautaire

### Géographie
Située au centre  du département du Finistère, la communauté de communes Monts d'Arrée Communauté regroupe 12 communes et s'étend sur 393,4 km2.

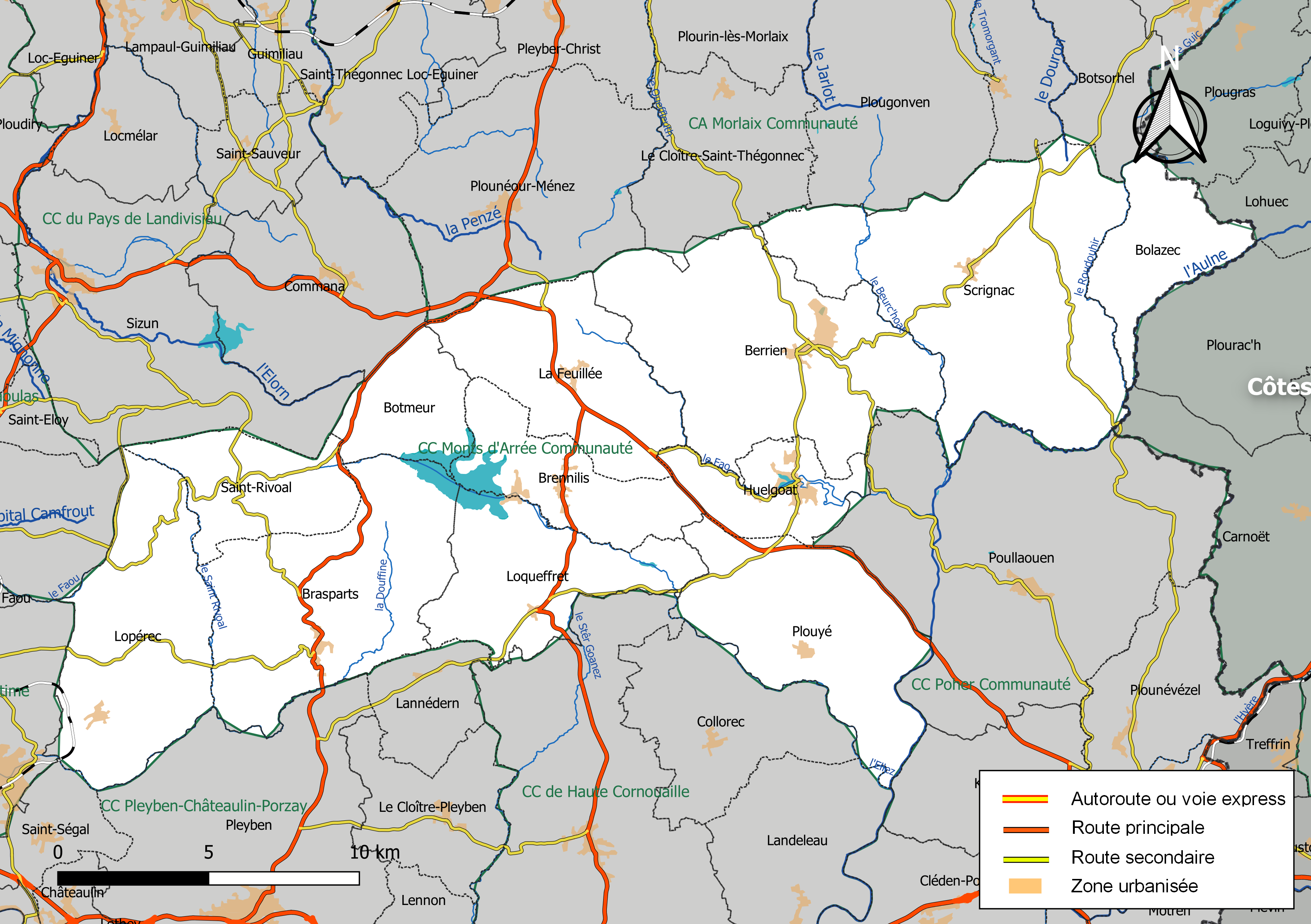
Carte de la communauté de communes Monts d'Arrée Communauté au 1er janvier 2019.

### Composition
La communauté de communes est composée des 12 communes suivantes :

| Nom                | Code Insee | Gentilé          | Superficie (km2) | Population (dernière pop. légale) | Densité (hab./km2) |
| ------------------ | ---------- | ---------------- | ---------------- | --------------------------------- | ------------------ |
| Loqueffret (siège) | 29141      | Loqueffrétois    | 27,4             | 338 (2022)                        | 12                 |
| Berrien            | 29007      | Berriennois      | 56,42            | 920 (2022)                        | 16                 |
| Bolazec            | 29012      | Bolazécois       | 17,47            | 172 (2022)                        | 9,8                |
| Botmeur            | 29013      | Botmeuriens      | 13,62            | 227 (2022)                        | 17                 |
| Brasparts          | 29016      | Braspartiates    | 46,69            | 1 055 (2022)                      | 23                 |
| Brennilis          | 29018      | Brennilisiens    | 18,69            | 447 (2022)                        | 24                 |
| La Feuillée        | 29054      | Feuillantins     | 31,55            | 684 (2022)                        | 22                 |
| Huelgoat           | 29081      | Huelgoatains     | 14,87            | 1 420 (2022)                      | 95                 |
| Lopérec            | 29139      | Lopérécois       | 39,49            | 832 (2022)                        | 21                 |
| Plouyé             | 29211      | Plouyéziens      | 37,55            | 669 (2022)                        | 18                 |
| Saint-Rivoal       | 29261      | Saint-Rivoaliens | 18,69            | 220 (2022)                        | 12                 |
| Scrignac           | 29275      | Scrignacois      | 70,94            | 781 (2022)                        | 11                 |